# Kardansk upphängning

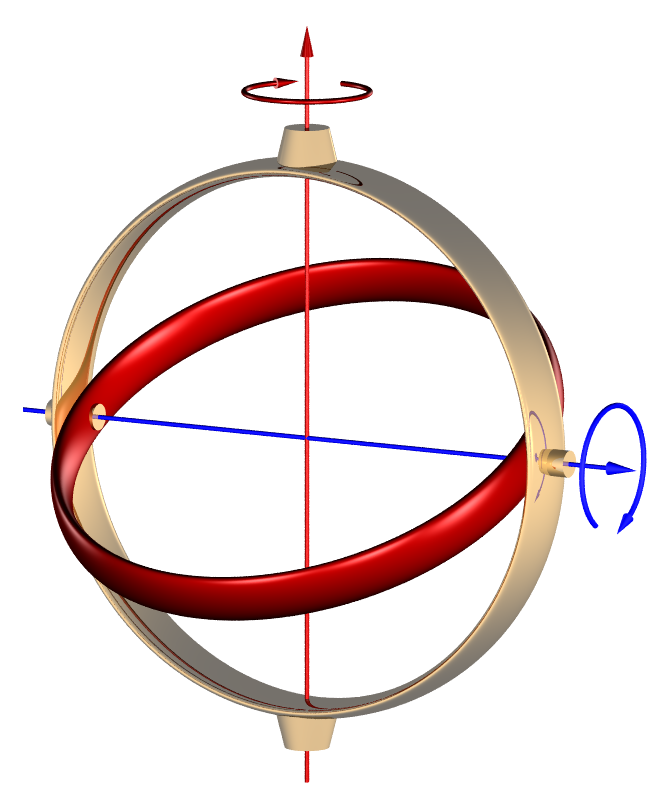
Tvåaxlad kardansk upphängning

Kardansk upphängning eller kardanupphängning är en kompassupphängning. Metoden att hänga upp föremål vid ett stöd så att föremålet inte påverkas av stödets rörelser har fått sitt namn av Hieronymus Cardanus (men uppfanns tidigare). Denna typ av upphängning används bland annat på fartyg för att minimera effekten av skeppets krängningar på kompasser, lampor, kronometrar, barometrar och liknande.
Metoden går ut på att föremålet inte fästs direkt vid någonting som sitter fast i fartygets skrov, utan hängs upp i en svängbar ring (Cardani ring). Ringen är i sin tur vinkelrätt vridbar mot stödet. Detta gör att föremålet ständigt kan vara horisontellt, oberoende av hur fartyget rör sig. Till exempel sitter kompassdosan på en ring, som själv är rörlig i nakterhuset. Barometern sitter på en ring som är rörlig i förhållande till den arm som fäster instrumentet i väggen.